# Haydée Milanés
Haydée Milanés (La Habana, 28 de septiembre de 1980) es una cantante cubana, compositora, arreglista y productora musical. Es hija de Pablo Milanés  e intérprete representativa de la nueva escena musical cubana.

## Biografía
Haydée Milanés creció escuchando a su padre cantar y tocar la guitarra; asimismo, en varias ocasiones lo vio componer canciones. Desde muy niña, también asistía a sus conciertos y tuvo la oportunidad de presenciar muchos encuentros que se producían en casa, en donde se reunían grandes músicos a tocar canciones de la trova tradicional cubana y el son. 
Toda esa experiencia en su infancia, forjó en ella, un gran interés por la música. 
A la edad de 6 años, empezó a estudiar el piano, junto a las demás asignaturas musicales, en el conservatorio de Manuel Saumell. Después estudió dirección coral en ese mismo conservatorio y en todos esos años, cantó en el coro de la escuela, el cual se presentaba en las iglesias de La Habana durante los festejos de Navidad. Luego se graduó de Asignaturas teórico musicales en el conservatorio Amadeo Roldán.
La primera vez que Haydée Milanés cantó en escena, fue para acompañar a su padre en su canción “Canto de la abuela”; cuando Haydée sólo contaba con 10 años.

## Carrera de cantante profesional
En 1999 empezó a cantar en el cuarteto del prestigioso pianista cubano Ernán López-Nussa. Su primer viaje musical ocurrió en el año 2000, cuando fue invitada por Ernán al Festival Heineken en San Paulo (Brasil), presentándose junto a otros importantes músicos cubanos que conformaron el Cuarteto de Ernán López-Nussa, como Tata Güines o Pancho Terry. De esta colaboración nació el álbum en Río de Janeiro, From Havana to Rio.
El mismo año, empezó a tocar con frecuencia en el club de La Habana La Zorra y el Cuervo. Allí, participó en Jam Sesions, invitada por Roberto Carcassés, director del grupo Interactivo, con quién colaboró en 2003 en la compilación Cool Cool Filin.
Heredera de una gran tradición musical que viene de su padre Pablo Milanés y con influencias dadas principalmente en su música, el feeling, el son y la trova tradicional cubana, los referentes femeninos de la música popular brasilera, y los grandes clásicos del jazz norteamericanos; Haydée irrumpió como una de las voces más bellas y genuinas de la música popular cubana.
Su primer álbum solista, Haydée, se editó en 2004 y fue producido y escrito por Descemer Bueno entre La Habana y Nueva York. Este álbum dio ocasión a una serie de conciertos en La Habana, bienvenida por el auditorio y la crítica especializada.
En 2008, publicó un álbum en vivo llamado Haydée Milanés en Vivo, donde comparte escenario con Santiago Feliú, Aldo López Gavilán, David Torrens, Suylén y Lynn Milanés, entre otros.
En 2010, Haydee Milanés publica bajo el sello cubano Bis Music, su nuevo disco titulado A la felicidad, disco donde ese estrena como compositora, arreglista y productora musical. Este disco fue grabado entre La Habana, Madrid y Buenos Aires e incluye duetos con su padre Pablo Milanés, Omara Portuondo, Pedro Aznar, David Blanco, entre otros. Su primer sencillo «A la felicidad», tema que le da título al disco, cuenta con un videoclip.
En 2014, realiza una colaboración especial para el álbum titulado Viernes cultural; del grupo mexicano de cumbia Los Ángeles Azules, el cual fue grabado en La Habana y donde Haydée interpretó la cumbia que dio título al disco: «Viernes cultural».
En el año 2015, salió al mercado su disco Palabras, Haydée Milanés canta a Marta Valdés, una exquisita selección de la obra de la importante compositora cubana Marta Valdés. Este disco, fruto de una larga investigación y con arreglos y producción musical de Haydée, recibió múltiples reconocimientos, tales como el Cubadisco 2015 y Excelencias del arte 2015.
Ha colaborado con importantes intérpretes, tales como Chico Buarque, Adalberto Álvarez, Harold López-Nussa, Enrique Plá, Jorge Reyes, Descemer Bueno, Tata Güines, Fito Páez, Pedro Aznar, Luiz Melodía, Carmen París, Los Ángeles Azules (México), Kelvis Ochoa, Issac Delgado, Omara Portuondo, entre otros.
Leonardo Padura, el reconocido novelista Premio Princesa de Asturias, ha comentado acerca de Haydée y su trabajo Palabras, Haydée Milanés canta a Marta Valdés:
«Esta joven intérprete, que siempre nos ha arropado en su sensibilidad melódica y lírica, ha decidido esta vez (otra vez) nadar contracorriente y, mirando hacia un rincón dorado de la tradición cancionera cubana, realizar una obra delicada, sensual e inteligente que tal vez no arrebate a las grandes audiencias, pero satisfará los gustos y expectativas de las más exigentes. Y su secreto para lograrlo resulta tan simple como difícil de conseguir: una mezcla bien dosificada de riesgo, inteligencia, talento y, sobre todo, de algo tan gratificante como el buen gusto.»
También se ha ganado el reconocimiento de importantes músicos como Julieta Venegas, que ha expresado de ella: 
«Haydée ha encontrado su espacio, su propio lugar en la música, en donde su voz dirige de una manera delicada y propia cualquier canción que tome como suya. Su voz tiene dulzura, pero a la vez decisión y sabiduría. Al acercarse a las canciones de Pablo Milanés, y el haberlo hecho con él, juntos han creado algo nuevo, algo que es un territorio compartido, en donde sus voces, la madura del padre, la joven y sabia de la hija, crean de nuevo esas canciones, que son parte de la memoria emocional de tantos de nosotros, regados por Latinoamérica y por el mundo. Nosotros, solo podemos agradecer el que hayan encontrado este espacio juntos, y nos toque escuchar este regalo de la maravillosa Haydée, cantando con su padre, el.»

## Discografía
- Haydée (2004), EMI Music. También contó con la colaboración de Amhed Barroso (junior), Roberto Carcasés y otros importantes músicos de Cuba, Estados Unidos y África. Tuvo como invitado a Kelvis Ochoa (Habana Abierta).

- Haydée Milanés en vivo (2008), Concierto ofrecido en la Sala Covarrubias del Teatro Nacional de Cuba, en el año 2006. En el mismo comparte escenario con: Santiago Feliú, Aldo López Gavilán, David Torrens, Suylén y Lynn Milanés, entre otros.

- A la felicidad (2010). En este disco Haydée se estrena como compositora, arreglista y productora. El mismo incluye canciones inéditas y tiene como invitados especiales a Omara Portuondo,José Luis Cortés “El Tosco”, Pablo Milanés, Pedro Aznar, Roberto Hdez “Robertón” (Van Van), Harold López-Nussa, entre otros.

- Haydée Milanés en el Chaplin (2013). Show ofrecido en la sala Charles Chaplin de La Habana, donde Haydée hace un recorrido por éxitos de su repertorio y del cancionero popular cubano.

- Palabras, Haydée Milanés canta a Marta Valdés (2014). Antología que recoge parte importante de la obra de esta importante autora cubana del siglo veinte. Arreglado, y producido por Haydée Milanés. Aquí participaron importantes músicos cubanos como Enrique Plá y Jorge Reyes, ambos exintegrantes del grupo Irakere, Marta Valdés y otros.
- Palabras, Haydée Milanés canta a Marta Valdés EN VIVO (2016). Presentación en vivo del disco del mismo nombre, con la incorporación de nuevas canciones, nuevos arreglos e invitados especiales.

- Amor, Haydée Milanés a dúo con Pablo Milanés (2017), Homenaje de Haydée a la obra de Pablo Milanés y a la canción cubana, en el que ambos cantan a dúo 11 canciones de la autoría del compositor compuestas entre los años 60 y 80.